# 说吧，记忆
《说吧，记忆》（Speak, Memory）是是作家弗拉基米尔·纳博科夫的一部自传回忆录。这本书的内容曾在1936年至1951年间陆续发表，在1951年合集出版。纳博科夫的修订版和扩展版于1966年出版。
这本书是献给他的妻子薇拉，涵盖他的大半生，从1903年的幼年起，直到1940年移民美国。前十二章，都是纳博科夫在缅怀他青少年时代的贵族生活，1917年十月革命前，他家住圣彼得堡以及西弗斯卡亚附近的乡村庄园 Vyra。剩下的三章，回忆他在剑桥大学读书，以及生活在柏林和巴黎的白俄移民社区的岁月。通过记忆，纳博科夫能够拥有过去。